# Restinga Sêca
Restinga Sêca, amtlich portugiesisch Município de Restinga Sêca, ist eine Stadt im brasilianischen Bundesstaat Rio Grande do Sul. Sie liegt 285 km westlich von der Hauptstadt Porto Alegre entfernt. Die Bevölkerungszahl wurde zum 1. Juli 2019 auf 15.789 Einwohner geschätzt, die auf einem Gemeindegebiet von rund 968,6 km² leben und Restinguenser (restinguenses) genannt werden.
Die Mehrheit der Bevölkerung stammt von portugiesisch-, italienisch- und deutschstämmigen Nachkommen.

## Geographie
Umliegende Orte sind Formigueiro, Agudo, Dona Francisca, São João do Polêsine, Cachoeira do Sul und Santa Maria. Ein zwischen den Gemeinden liegendes mehreckig geformtes Gebiet wird Recanto Maestro genannt.

## Verkehr
Die Landstraße ERS-149 führt nördlich zur Bundesstraße BR-287, westlich des urbanen Teils der politischen Gemeinde gibt es eine Landebahn. Im Norden des Ortes befindet sich ein Bahnhof der Estrada de Ferro Porto Alegre-Uruguaiana, die ab 1885 für den Aufschwung des ursprünglich kleinen Dorfes sorgte.

## Söhne und Töchter der Stadt
- Iberê Camargo (1914–1994), Maler des Abstrakten Expressionismus